# 耶律安礼
耶律安礼（?—?），本名纳合。契丹族，姓耶律。金朝将领，完颜亮时尚书左丞。遥辇氏后裔。
耶律安礼幼孤，事母以孝闻名。辽朝灭亡归降金朝。主管完颜宗弼帅府文字事，任帅府左班殿直。金熙宗天眷初年，从元帅到山西，由行台吏部主事、礼部主事，转任行台工部侍郎、左司郎中。完颜亮天德年间，废行台尚书省，耶律安礼入为工部侍郎，进升工部尚书。翌年冬，担任宋国岁元使。他为官并不附上刻下，奉命审理完颜宗弼之子韩王完颜亨的案情，完颜亨没有谋反之情，耶律安礼上奏，完颜亮大怒，再派他与李老僧一起审问，李老僧在狱中杀死完颜亨。耶律安礼改任吏部尚书。正隆元年（1156年），拜为枢密副使，封谭国公，转任尚书右丞。正隆三年（1158年），转任尚书左丞，封郕国公。正隆六年（1161年），因劝阻完颜亮攻南宋，被罢为南京留守，改封温国公。在官任上去世，时年五十六岁。

## 延伸阅读
[在维基数据编辑]
 《金史·卷83》，出自脱脱《遼史》